# Kabatiella zeae
Kabatiella zeae är en svampart som beskrevs av Narita & Y. Hirats. 1959. Kabatiella zeae ingår i släktet Kabatiella och familjen Dothioraceae.   Inga underarter finns listade i Catalogue of Life.